# ديفيد ليفيت
ديفيد ليفيت (بالإنجليزية: David Leavitt)‏ (23 يونيو 1961، بيتسبرغ في الولايات المتحدة)؛ كاتب، أستاذ جامعي وروائي أمريكي. درس في جامعة ييل.

## الجوائز
- زمالة غوغنهايم

## روابط خارجية
- ديفيد ليفيت على موقع IMDb (الإنجليزية)
- ديفيد ليفيت على موقع الموسوعة البريطانية (الإنجليزية)
- ديفيد ليفيت على موقع إن إن دي بي (الإنجليزية)
- ديفيد ليفيت على موقع قاعدة بيانات الفيلم (الإنجليزية)